# Agrotis andreasi
Agrotis andreasi là một loài bướm đêm trong họ Noctuidae.